# NGC 5410
NGC 5410 est une galaxie spirale barrée située dans la constellation des Chiens de chasse. Sa vitesse par rapport au fond diffus cosmologique est de 3 903 ± 13 km/s, ce qui correspond à une distance de Hubble de 57,6 ± 4,0 Mpc (∼188 millions d'al). NGC 5410 a été découverte par l'astronome germano-britannique William Herschel en 1787.
NGC 5410 présente une large raie HI,
La galaxie au nord de NGC 5410 est UGC 8932. La distance de Hubble de cette dernière est égale à 58,82 ± 4,12 Mpc (∼192 millions d'al). Ces deux galaxies forment donc une paire qui sont probablement en interaction gravitationnelle.

## Supernova
La supernova SN 2014as a été découverte dans NGC 5410 le 18 avril 2014 par l'astronome amateur irlandais David Grennan. Cette supernova était de type Ic.